# Basilica cattedrale di San Bartolomeo

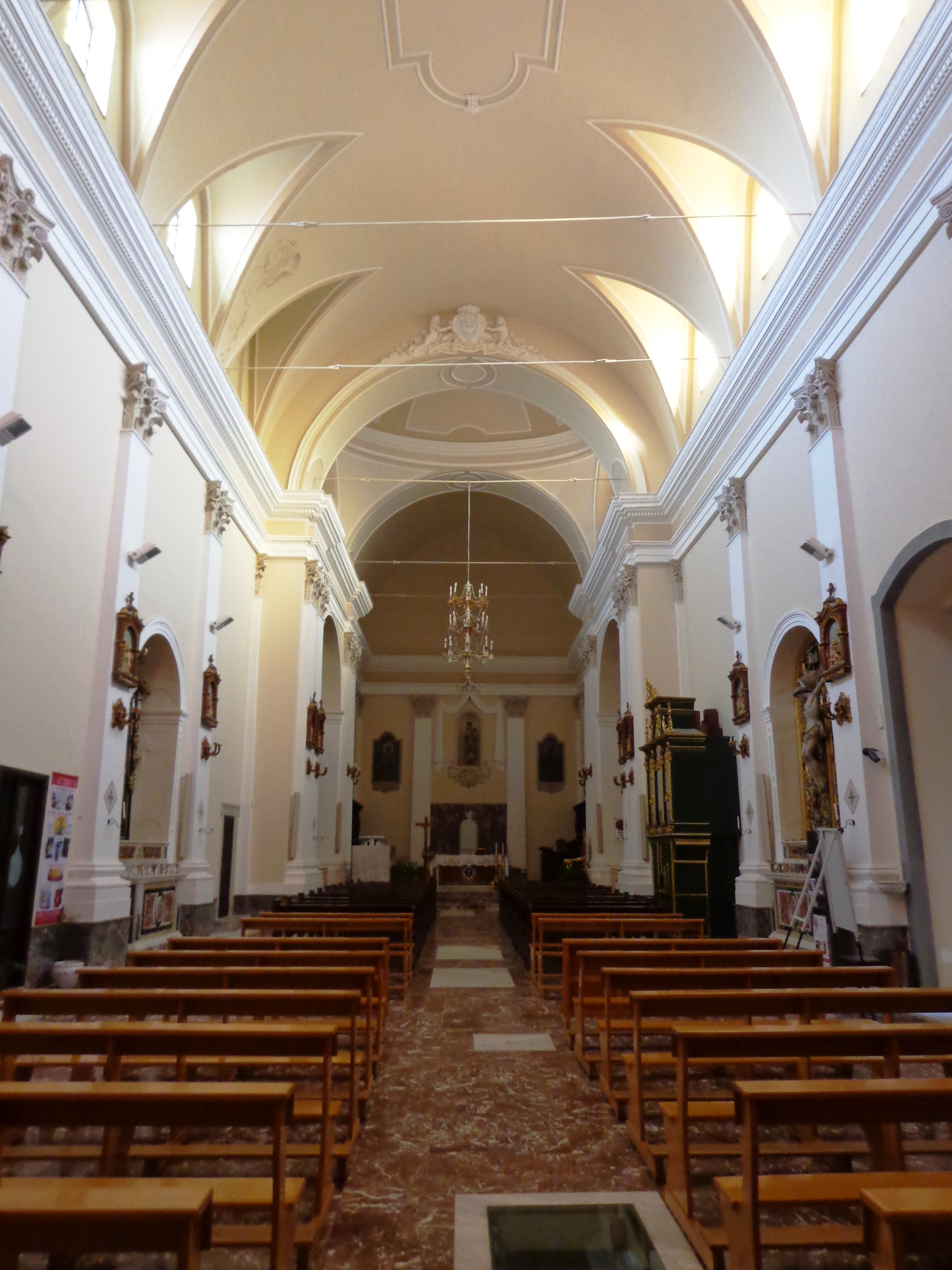
La navata centrale.

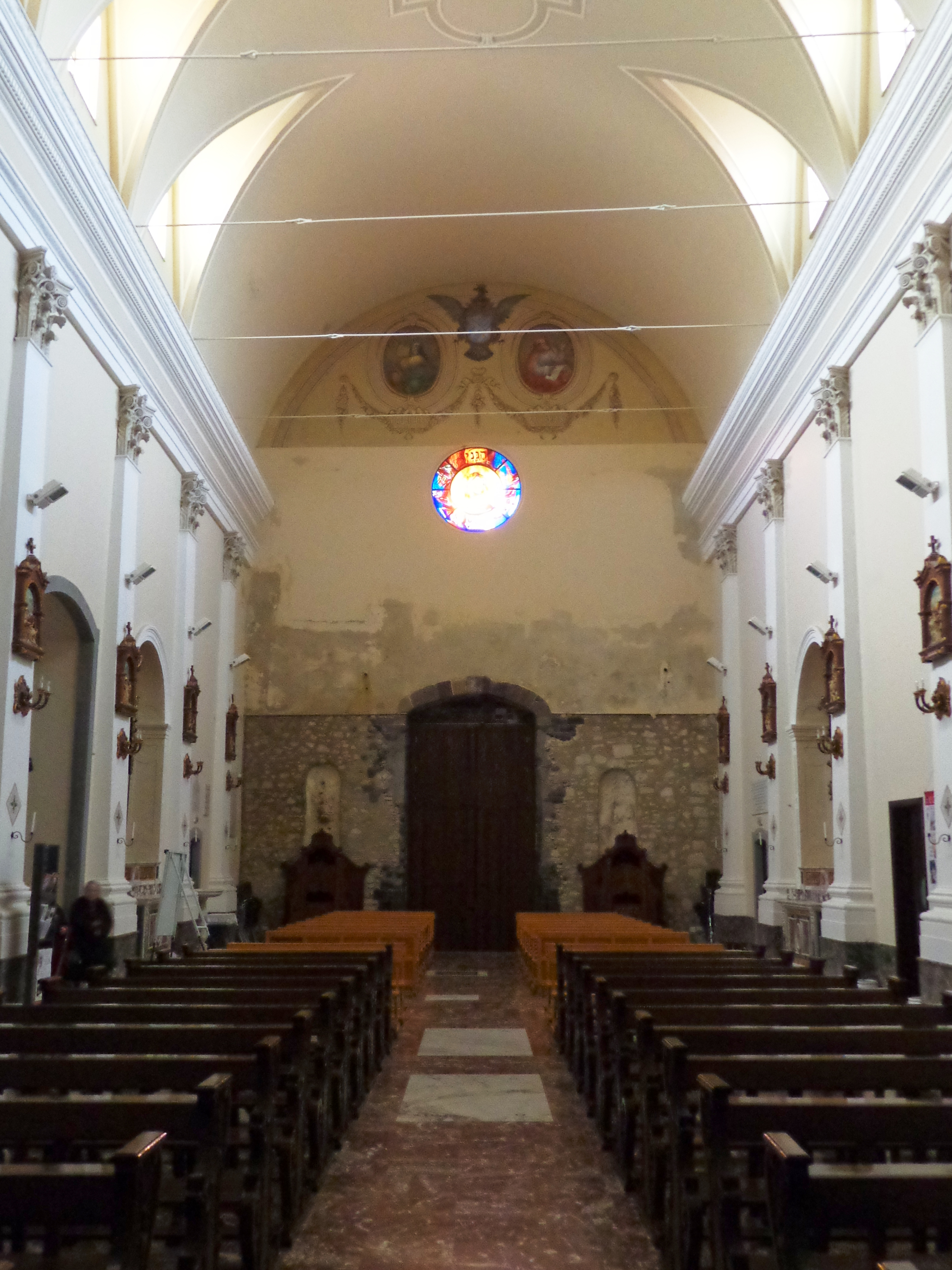
Controfacciata.

La basilica cattedrale di San Bartolomeo è il principale luogo di culto di Patti, comune italiano della città metropolitana di Messina, cattedrale della diocesi di Patti, nel vicariato foraneo di Patti sotto il patrocinio di san Bartolomeo apostolo, comprendente le parrocchie di Patti, Gioiosa Marea, Librizzi, Montagnareale, Oliveri e San Piero Patti. Santa Febronia vergine e martire, patrona della città di Patti. Arcipretura di Patti, parrocchia di San Bartolomeo. La chiesa sorge accanto al palazzo vescovile e seminario, il prospetto principale si affaccia a Ponente su via Cattedrale ed è la più grande e antica delle chiese di Patti. Il conte Ruggero fonda il monastero del "Santissimo Salvatore" ed erige la chiesa primitiva dedicandola a san Bartolomeo.

## Storia

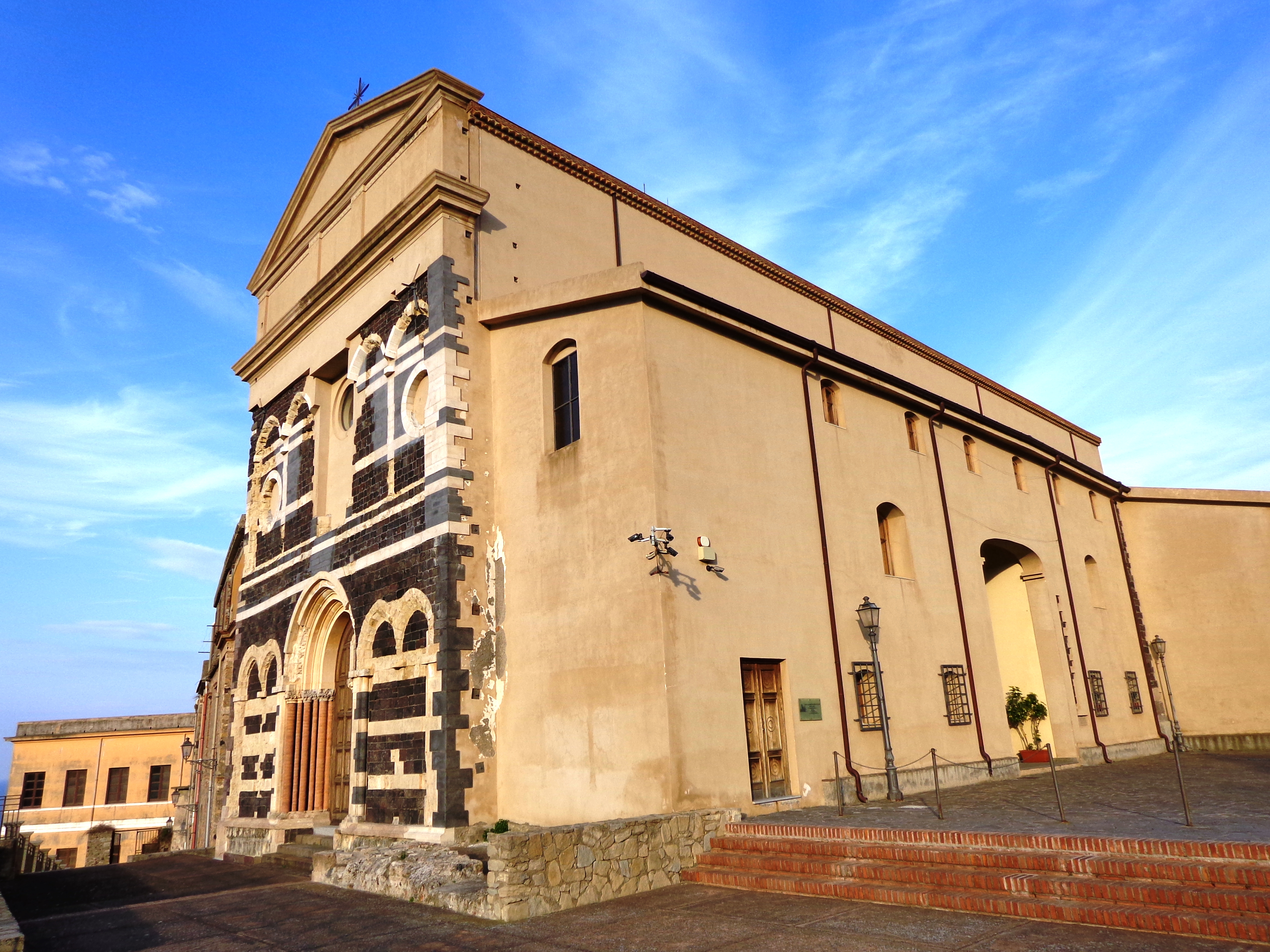
Il complesso della Cattedrale.

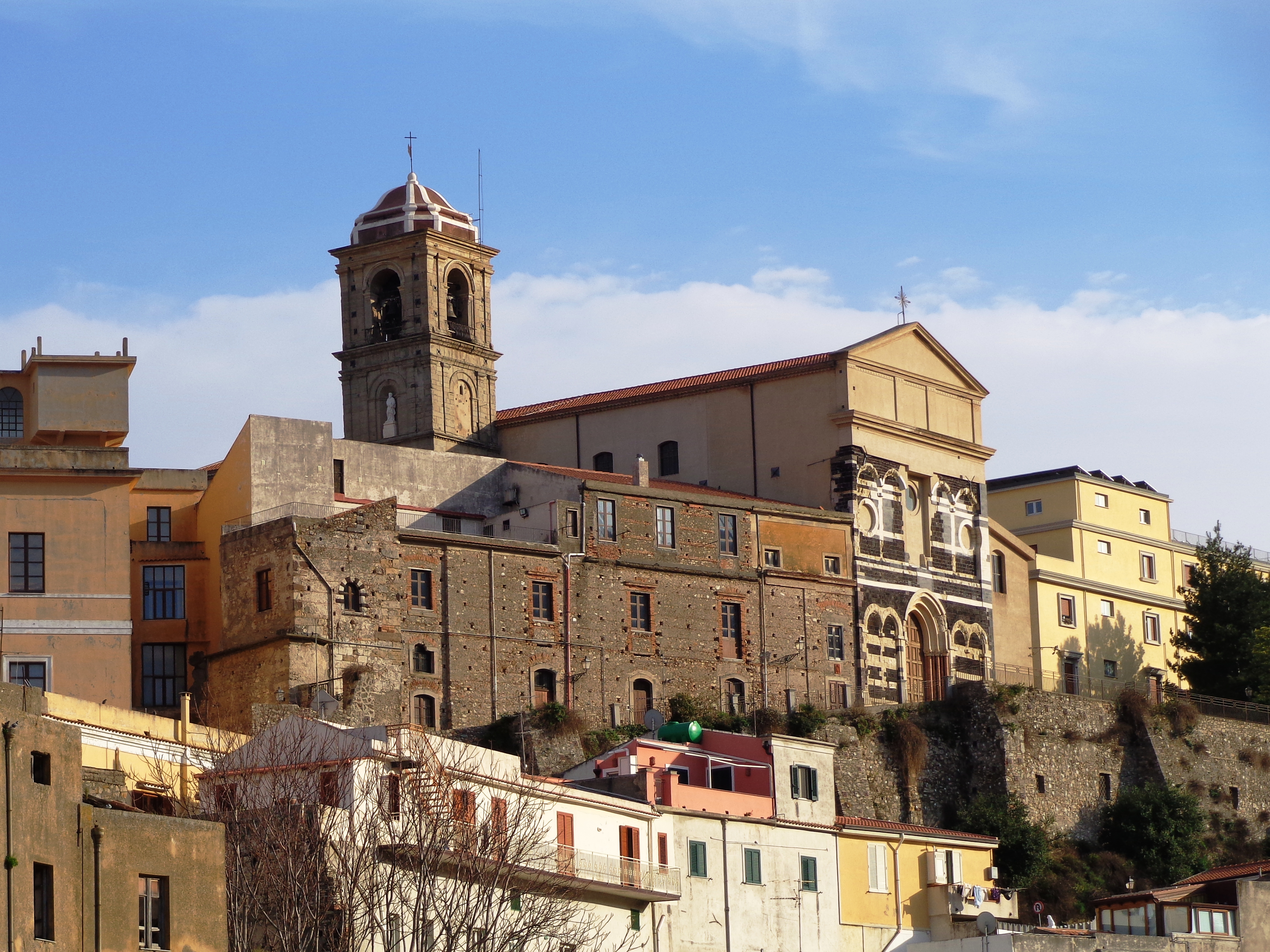
La Cattedrale vista dalle mura.

Lo stemma dell'Ordine di San Benedetto.

Siculi e Ausoni (XIII - XII secolo) occupano una porzione di territorio denominata "Epacten" (Έπακτήν) successivamente soggetta ai Greci, Romani, Bizantini.

### Epoca normanna
Nell'area i Normanni insediano la fortezza, le cui rovine sono giunte a noi sotto la denominazione di "Castello di Adelasia". All'interno della cinta muraria adiacente al castello, viene fondato il monastero dell'Ordine benedettino del Santissimo Salvatore verosimilmente nel biennio 1082-1083, e della chiesa che porta la data del 6 marzo 1094, costruzione coeva all'edificazione della cattedrale di Santa Lucia di Santa Lucia del Mela. Papa Urbano II durante il processo di ricristianizzazione della Sicilia, approva l'erezione del monastero e dona all'abate Ambrogio le decime che esige nel territorio di Patti. L'arcivescovo di Messina Ugone il 24 settembre 1131, in considerazione dei cospicui tributi assegnati dal Conte Ruggero ai due monasteri di Patti e di Lipari, eseguendo il contenuto della bolla pontificia di Anacleto II, promuove a vescovado i due monasteri, affidandone nell'ottobre dello stesso anno, la cura spirituale e temporale all'abate Giovanni, cui conferisce la dignità vescovile. Il riconoscimento ufficiale della diocesi da parte della Santa Sede avviene nel 1157 fino al 1399, quando il papa Bonifacio IX, considerata l'estensione della Diocesi, la distanza dei luoghi per via del mare che le separa, con il consenso del re Martino I di Sicilia, divide l'episcopato in due diocesi: Lipari e Patti.
Il vescovo di Patti, abate del monastero del Santissimo Salvatore, oltre ad esercitare l'autorità spirituale, è anche signore e feudatario di larga parte della diocesi, su di essa esercita diritti e doveri propri della sua autorità feudale. Egli, sino alla fine del 1800, è chiamato e ha diritto di fregiarsi dei titoli di gran castellano di Patti, barone di Gioiosa Guardia, principe o dinasta del Santissimo Salvatore e conte di Librizzi.
L'impianto primitivo risale al 1094 per volontà del conte Ruggero del casato d'Altavilla, meglio conosciuto come Ruggero I di Sicilia o conte di Sicilia, padre di Ruggero II di Sicilia, bisnonno materno di Federico II di Svevia o Federico I di Sicilia del casato svevo degli Hohenstaufen. L'opportunità è colta assieme al fratello Roberto il Guiscardo per redimere una controversia, il pretesto per l'invasione e riappropriazione dell'isola, risiede nella richiesta d'aiuto da parte dell'Emiro di Siracusa, allora in lotta contro l'Emiro di Castrogiovanni, avviando di fatto l'inizio della completa riconquista Normanna della Sicilia sottraendola al dominio arabo. Il ritorno alla sovranità di matrice cattolica costituisce l'impulso per l'edificazione di una serie di splendide Cattedrali Normanne in Sicilia, successivamente e ripetutamente rimaneggiate e riedificate per eventi posteriori, prevalentemente di carattere sismico. Tutto ciò è seguente ad un arco temporale che dall'837 agli anni appena precedenti il 1094 vede la città di Patti dominata dagli Arabi, periodo del quale rimangono ancora oggi testimonianze architettoniche. Con l'avvento dei Normanni la Cittadella fortificata attraversa tutte le vicende legate alla figura di Adelasia del Vasto, moglie di Ruggero I d'Altavilla e madre di Ruggero II primo Re di Sicilia. La regina alla morte del gran conte e dopo il disastroso matrimonio con Baldovino I di Gerusalemme, si ritira a Patti dove vive gli ultimi anni della sua vita e ivi muore nel 1118. È sepolta nel monastero del Santissimo Salvatore, oggi il monumento sepolcrale di stile rinascimentale è ubicato nella Cappella di Santa Febronia.

### Epoca sveva
- 1251, È documentata la sosta in cattedrale della salma di Federico II di Svevia, morto in Puglia il 13 dicembre 1250, durante il viaggio di rientro, prima di essere seppellito a Palermo. La salma e il corteo funebre composto dalla Guardia Saracena e sei compagnie di Guardie armate a cavallo approdano a Messina il 13 gennaio 1251 e si fermano alcuni giorni in città.[2]

### Epoca spagnola
Come espressione del rinascimento siciliano è documentata una custodia sacramentale, manufatto marmoreo, opera di Antonino Gagini realizzata nel 1538.
All'epoca l'impianto originario ad una sola navata dotato di torre campanaria costruita dal vescovo Gilberto Hisfar nel 1588, è più volte ricostruito in seguito ad eventi sismici che nel corso dei secoli hanno interessato vasti comprensori o province o zone della Sicilia , molte volte estese aree dell'Italia meridionale e per volontà dei vescovi, assume l'attuale forma a croce latina, con navata centrale, transetto e abside, dopo il cataclisma conosciuto come terremoto del Val di Noto del 1693.
Nella giornata dell'11 gennaio del 1693, la Sicilia orientale è interessata da un violento terremoto che distrugge interi paesi, specie nella parte sud-orientale. I morti sono centinaia di migliaia e Patti subisce ingenti danni: colpita la cattedrale e i grandi palazzi nobiliari. Distrutta completamente l'ultima elevazione della torre campanaria caratterizzata dalle aperture a trifore, le tre absidi coeve e identiche a quelle del duomo di Cefalù, la volta e le cappelle laterali. I canonici riuniti per le funzioni si salvano perché l'orologio del campanile a causa della scossa del 9 e le tre della domenica, di cui l'ultima catastrofica, segna l'ora in avanti di mezzora e anticipano l'uscita prima dei crolli.
Altro evento sismico distruttivo documentato il terremoto della Calabria meridionale del 1783.,.
Della lunga serie di terremoti che hanno interessato il comprensorio della città di Patti si elencano:
- Il sisma del 25 agosto 1613 conosciuto come "terremoto di Naso" che ha interessato l'intera costa settentrionale messinese.
- Il sisma noto come terremoto della Calabria del 27 marzo 1638.
- Dopo il terremoto del Val di Noto del 1693 i lavori di restauro dell'edificio assumono connotazioni e contaminazioni di stile tardo barocco o barocco siciliano come la gran parte delle costruzioni cittadine e in generale siciliane.
- Col sisma conosciuto come terremoto della Calabria meridionale del 1783 tutto il patrimonio artistico del comprensorio, comprese le cittadine di Castroreale, Milazzo, Santa Lucia del Mela, il casale di Barcellona e della vicina Pozzo di Gotto, subisce notevoli danni, nell'archivio parrocchiale dell'arcipretura del tempo della chiesa di San Vito per il tragico evento è spesso citata l'espressione di "violenti, continui e distruttivi tremuoti".
- Il sisma del 25 agosto 1786 conosciuto come "terremoto di Oliveri" che ha interessato con crolli l'intera costa settentrionale messinese.
- Il terremoto della Calabria meridionale del 1894.
- La chiesa subisce le offese del terremoto di Messina del 1908.
- Il sisma del 16 aprile 1978 del Golfo di Patti procura altri danni che comportano lavori di consolidamento seguiti da una radicale opera di restauro.

L'attuale campanile alto 30 metri è una ricostruzione risalente al 1578.

## Prospetto

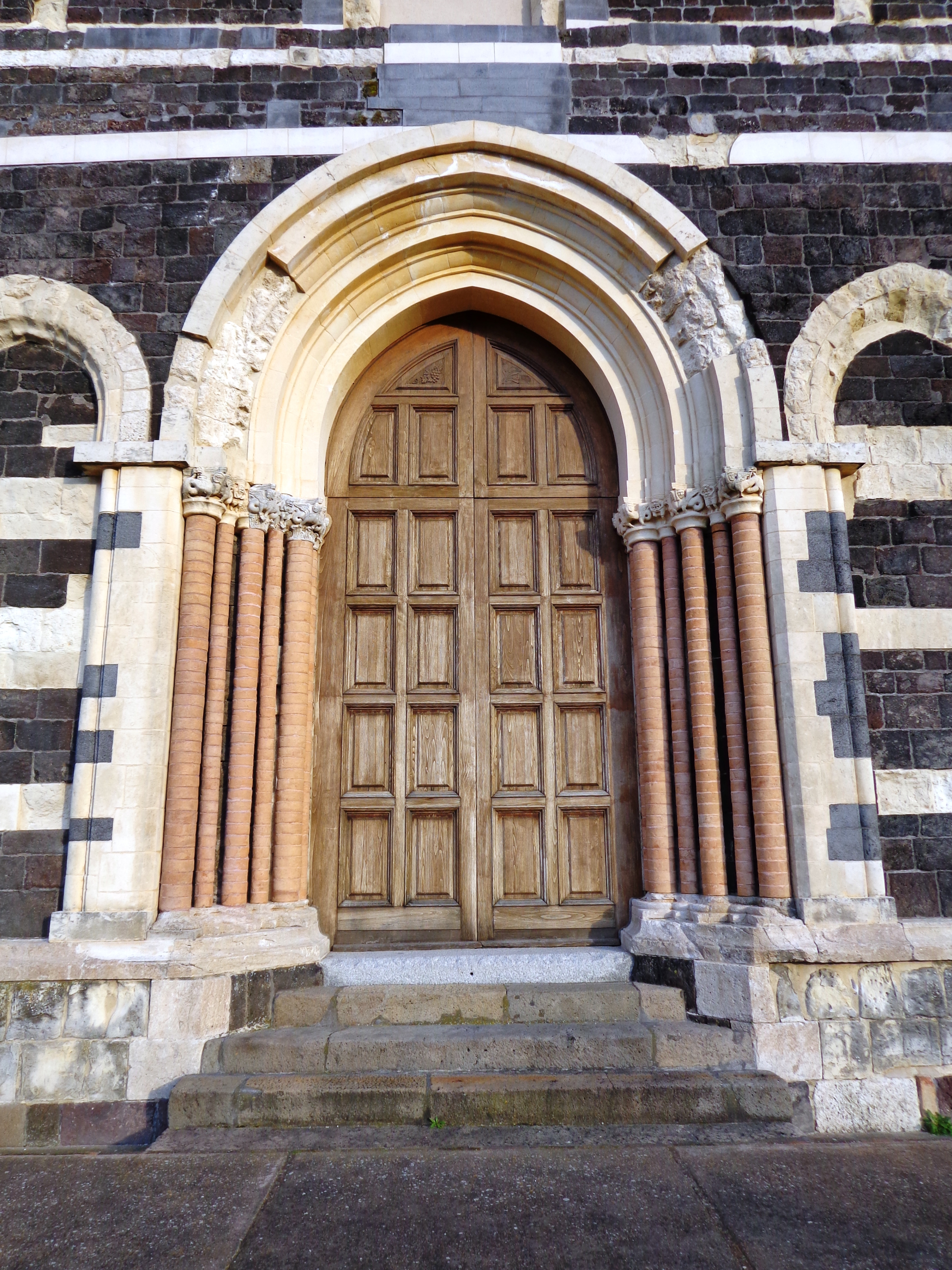
Il Portale.

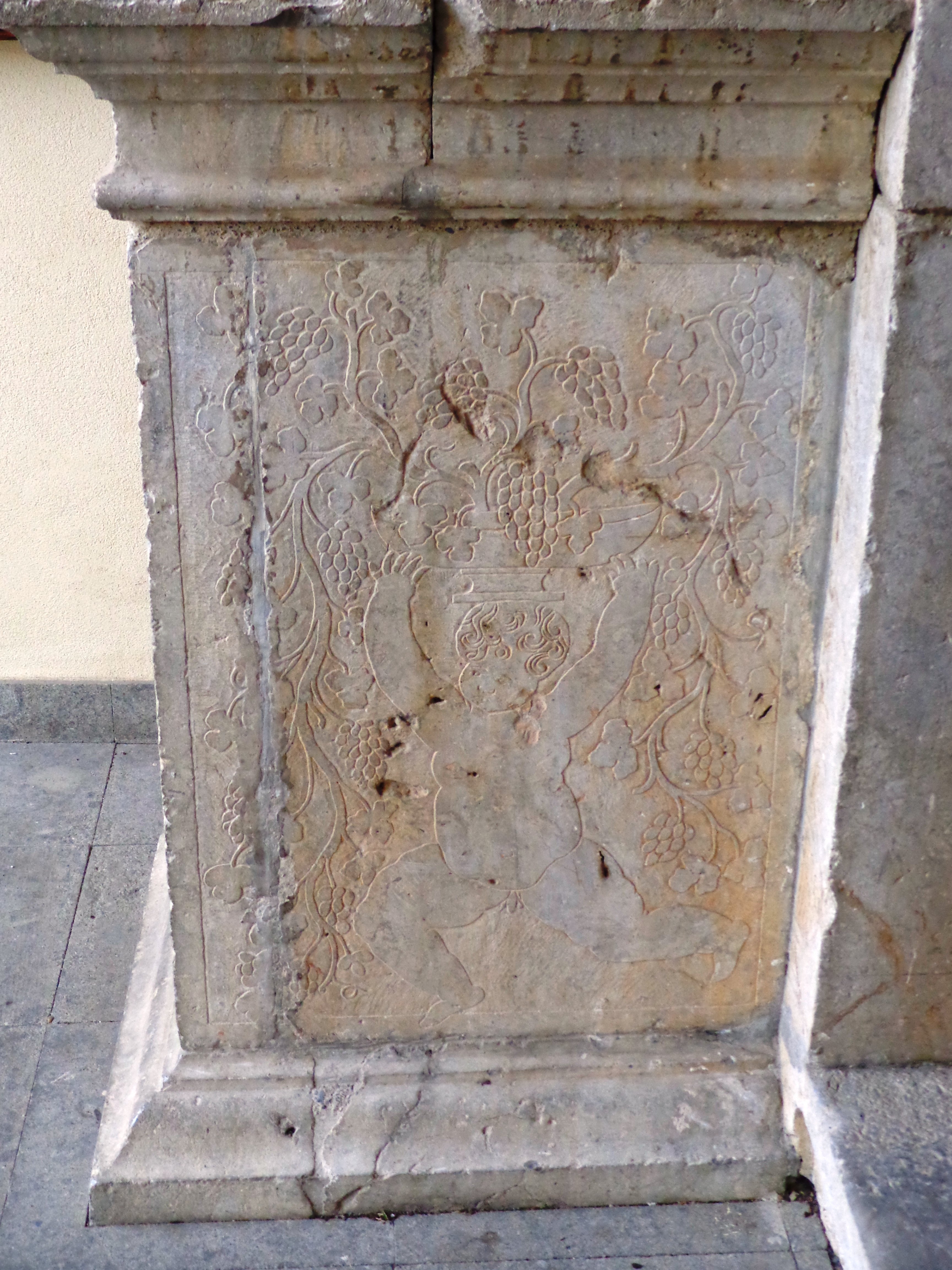
Fregio basamento portale meridionale.

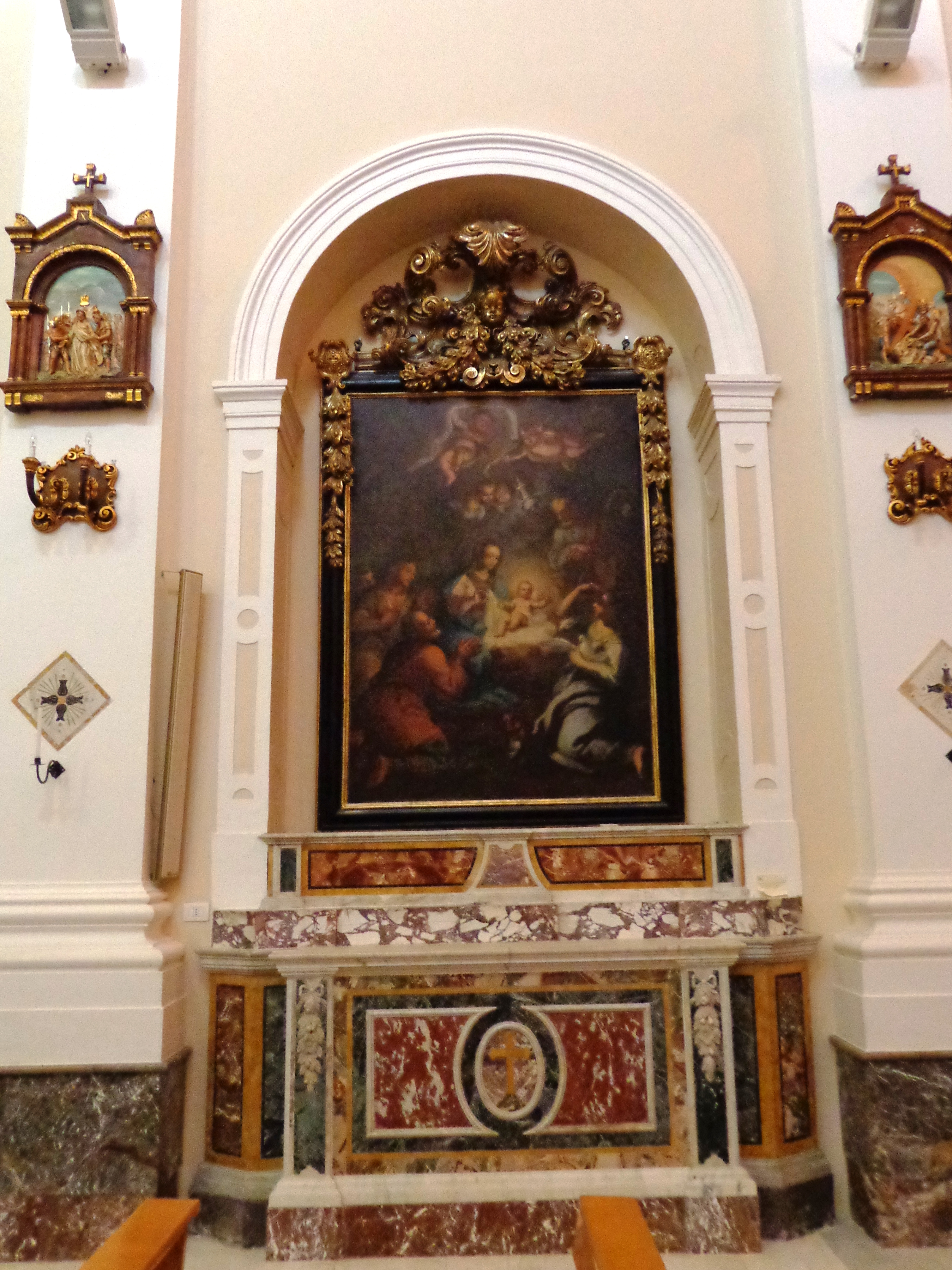
Adorazione dei Pastori di Guglielmo Borremans.

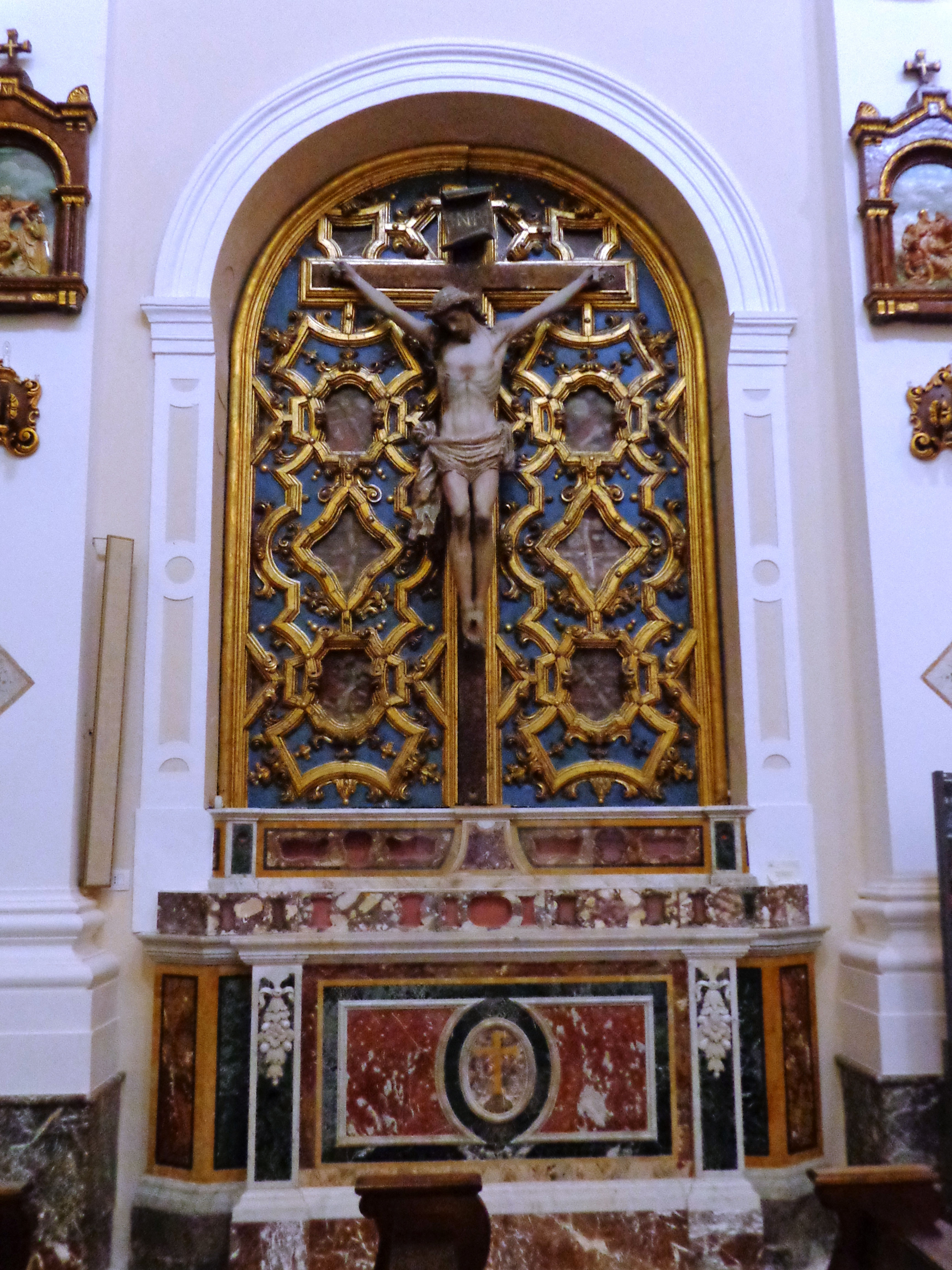
Altare del Santissimo Crocefisso e reliquiario.

Il portale centrale in stile gotico è costituito da tre colonne per lato inframezzate da colonnine più esili che reggono capitelli con figure zoomorfe, l'articolato manufatto prospettico in laterizi sorregge un arco acuto con più ordini di strombatura. L'antica decorazione marmorea, superstite ai numerosi eventi sismici, è integrata da sobrie modanature moderne che sostituiscono le parti mancanti lasciando intatto il fasto degli antichi fregi. Ai lati cornici di bifore cieche con capitello intermedio pensile.
Il secondo ordine è contraddistinto da altrettante cornici di bifore cieche con archi a tutto sesto, le monofore esterne includono oculi ciechi. L'edicola interna priva di rivestimento lavico reca un oculo sede della moderna vetrata raffigurante il volto di Cristo. Cornicioni delimitano un terzo ordine con paraste intermedie sormontato da timpano triangolare.
I due ordini presentano una decorazione lavica che insieme agli inserti di candido marmo delle cornici e del reticolo, creano un finissimo effetto cromatico. A metà strada dalle cave di pietre e materiali lavici, con riferimento alle ricchissime colate laviche delle falde dell'Etna o estratte e importate dalle prospicienti Isole Eolie, la facciata presenta l'utilizzo di conci di lava per scopi decorativi. Peculiarità che accomunano la cattedrale alle costruzioni di matrice bizantino - araba, cube e metochi del circondario, l'utilizzo di conci di pietra lavica denominatore comune alle rifiniture esterne delle absidi del Duomo di Palermo e del Duomo di Monreale, ai castelli di Milazzo e di Santa Lucia del Mela.
Nella controfacciata con conci a vista in corrispondenza dei confessionali sono presenti due nicchie con i resti di primitive sculture.
Nella lunetta superiore è presente un'aquila imperiale con stemma, stucchi festonati che ornano due ovali affrescati con figure di santi.

## Ingresso meridionale
L'entrata meridionale con portico presenta un portale in stile barocco del 1742. È costituito basamenti con colonne ioniche e capitelli corinzi che incorniciano un arco a tutto sesto e sostengono un massiccio architrave con ricca modanatura sormontato da riccioli con conchiglie. Nella parte interna del timpano aperto è presente lo stemma dei borboni.
Sui piedistalli sono presenti delicatissime trine scolpite raffiguranti putti e soggetti fitoformi.

## La parete destra navata centrale o meridionale
Sulla parete destra della navata centrale sono addossati i seguenti manufatti o incassati in archi a tutto sesto gli altari:
- Prima campata: Iscrizioni marmorea di Nicola Gatto.
- Seconda campata: Varco e iscrizioni marmoree di Pietro Galletti, Carlo Mineo e Salvatore Pisano.
- Terza campata: Altare ove costituisce pala d'altare il dipinto dell'"Adorazione dei Pastori" attribuito al pittore fiammingo Guglielmo Borremans del 1725, la presenza di due "galletti" è riferimento al committente il Vescovo Monsignor Pietro Galletti.
- Quarta campata: Ingresso laterale meridionale. Sulla destra dell'elegante portale d'accesso il varco d'accesso ai locali corrispondenti alla terza, seconda e prima campata della navata centrale.
- Quinta campata: altare dedicato al SS. Crocifisso, con un pregevole Crocifisso ligneo del 1500 inserito in un ricchissimo reliquiario del XVIII secolo.
- Sesta campata: Organo del 1758 attribuito ad Annibale Lo Bianco recentemente restaurato e regolarmente funzionante.

## La parete sinistra navata centrale o settentrionale
Sulla parete sinistra della navata centrale sono addossati i seguenti manufatti o incassati in archi a tutto sesto gli altari:
- Prima campata: Iscrizioni e targhe marmoree.
- Seconda campata: Varco e iscrizione marmorea di Ignazio Zambito.
- Terza campata: Altare dedicato alla Vergine con pala d'altare raffigurante "Madonna col Bambino", attribuito ad Antonello da Saliba nipote di Antonello da Messina del 1531.
- Quarta campata: Cappella con altare dedicato al Sacro Cuore di Gesù.
- Quinta campata: Altare dedicato alla Vergine, costituisce pala d'altare una tela del pittore pattese Francesco Nachera del 1848 raffigurante l'Apostolo San Bartolomeo nell'atto di offrire alla Madonna lo strumento del martirio, il coltello e porgere la sua pelle. Alle spalle di San Bartolomeo è ritratto San Benedetto da Norcia con in mano la Regola a ricordo della presenza del Monastero Benedettino fondato dal Conte Ruggero con suo decreto del 6 marzo 1094.
- Sesta campata: Varco.

## Transetto

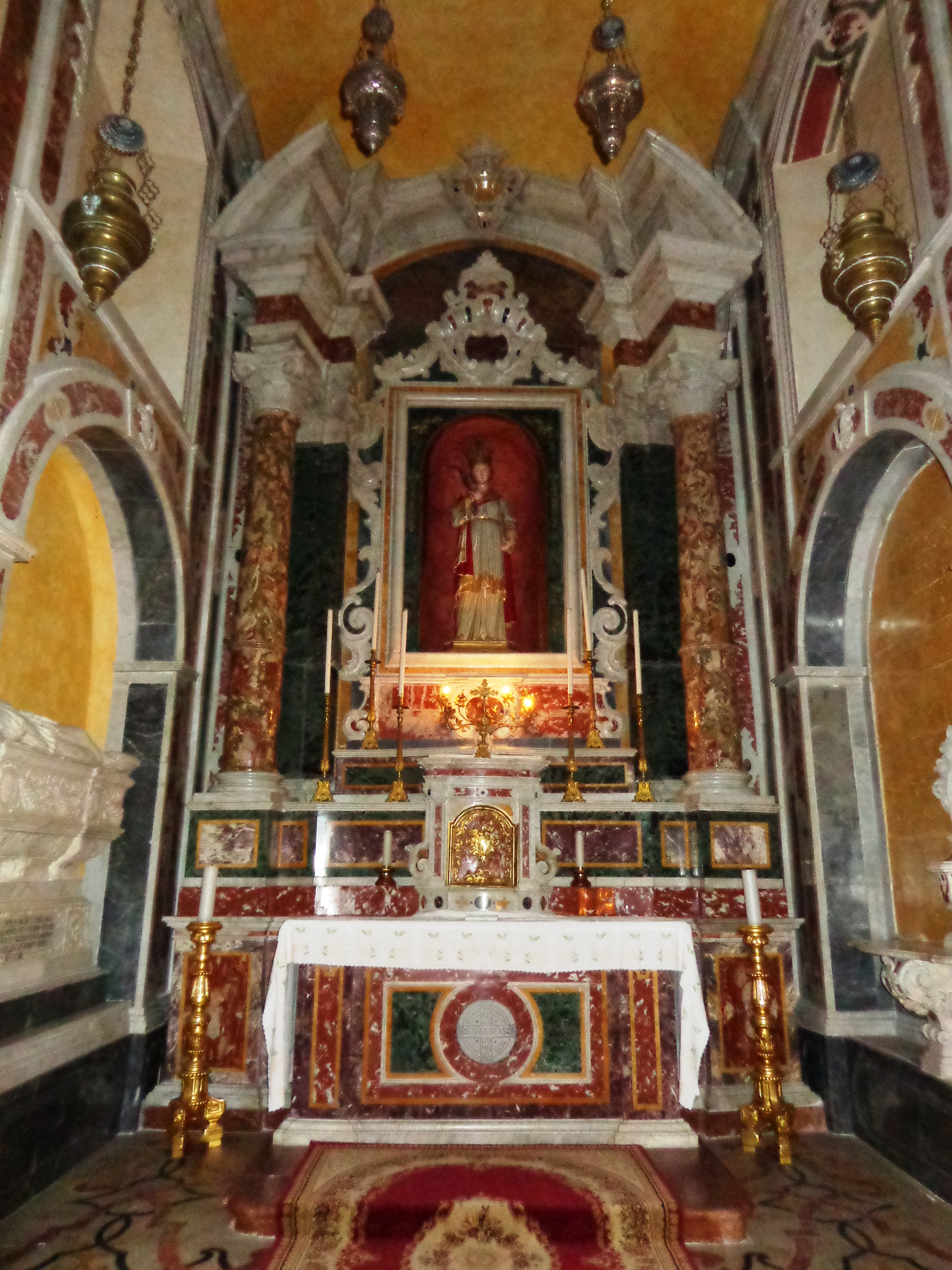
L'altare di Santa Febronia.

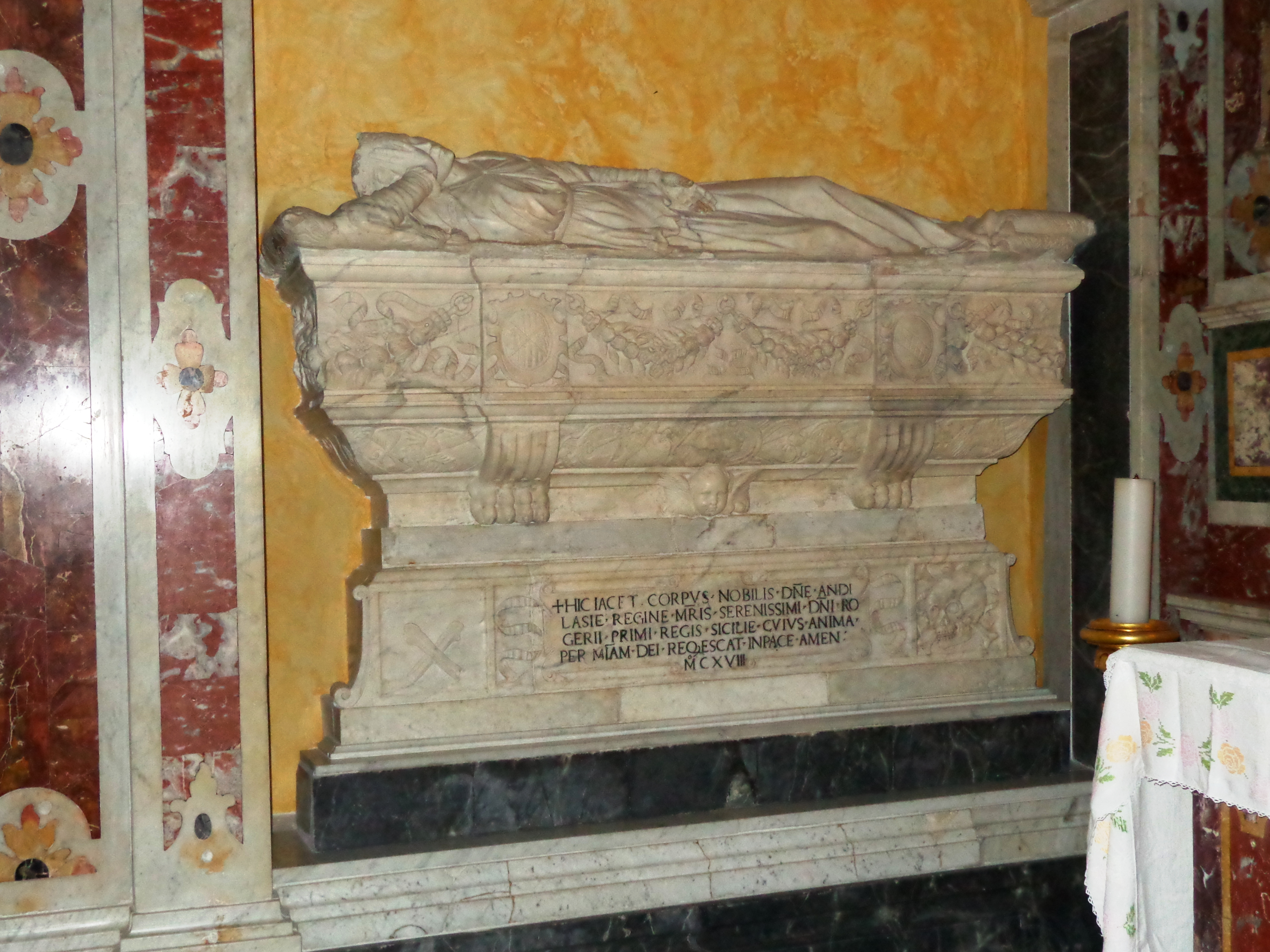
La Tomba della Regina Adelasia.

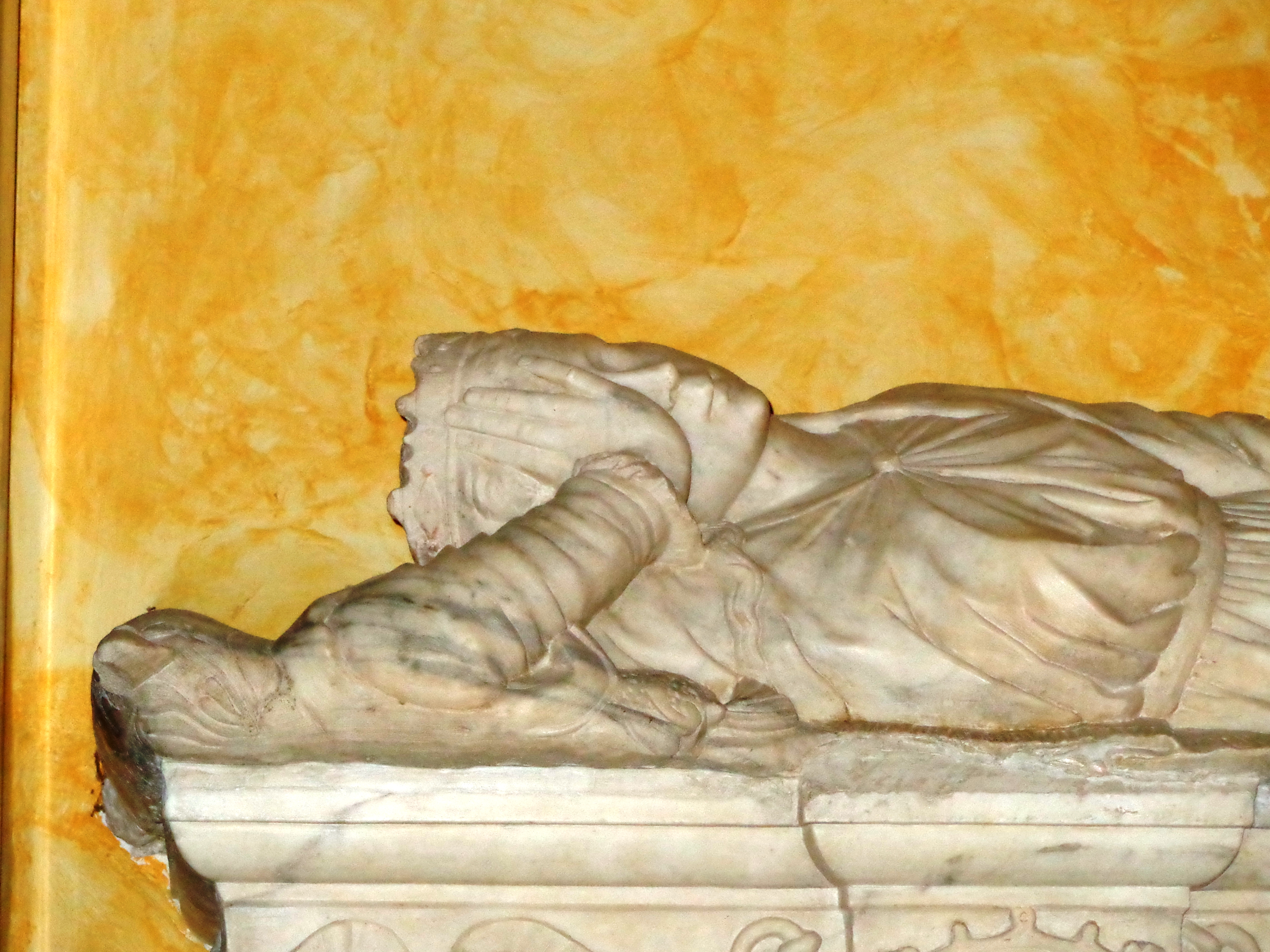
Dettaglio del sarcofago.

Nel transetto due absidi concepite a trifoglio rispettivamente dedicate al Santissimo Sacramento e a Santa Febronia patrona di Patti, entrambe con ricche decorazioni marmoree.

### Transetto destro o primitiva abside meridionale
- Parete destra: Varco con accesso locali corrispondenti alle campate sesta e quinta della navata centrale.
- Cappella meridionale o di Santa Febronia: L'altare è in marmi policromi, la sopraelevazione raffigura il frontone di un tempio romano con colonne sormontate da doppio timpano ad arco spezzato sovrapposto e simmetrico, con stemma centrale. All'interno l'edicola con nicchia incorniciata da fastosa decorazione marmorea contenente la statua di Santa Febronia.
  - Sul lato sinistro sepolcro della Regina di Sicilia Adelasia del Vasto. Originariamente collocato in una cappella del primitivo Monastero, in seguito migrato in Cattedrale, è custodito il monumento funebre della regina, reggente Adelasia, terza consorte del fondatore Gran Conte Ruggero, il sarcofago risalente al 1557 in stile rinascimentale raffigura in posa dormiente la splendida tribolata sovrana.

Iscrizione sul sarcofago: 
- - Artistica mensola su parete momentaneamente vuota.
- Parete sinistra: Nella Cappella con altare si possono ammirare quadri di anonimo della scuola del Caravaggio eseguiti in seguito al soggiorno siciliano di quest'ultimo e quadri attribuiti al pittore palermitano Pietro Novelli.
  - Un varco sulla destra dell'altare conduce nei locali della Sagrestia.

### Transetto sinistro o primitiva abside settentrionale
- Parete destra: Colonnato d'accesso alla cappella del Fonte battesimale. Pila marmorea con cupolino ligneo ottagonale con fregi e rilievi dorati. Alla parete quadro dedicato al Patriarca San Giuseppe e Gesù Fanciullo. Un'epigrafe sulla destra e un "Cristo risorto" completano le pareti laterali.
- Cappella settentrionale o del Santissimo Sacramento: L'altare è in marmi policromi, la sopraelevazione raffigura il frontone di un tempio romano con colonne sormontate da doppio timpano ad arco spezzato sovrapposto e simmetrico, con stemma centrale. All'interno il rilievo di ciborio dalle connotazioni di un tempio su due ordini sormontato da cupola.
  - Sulla parete destra incorniciato da lesene il medaglione marmoreo in altorilievo raffigurante Salvatore Pisano.
  - Sulla parete sinistra incorniciato da lesene il medaglione marmoreo in altorilievo raffigurante Giacomo Bonanno.
- Parete sinistra: Un fregio a baldacchino con putti sormonta un quadro della Vergine, un busto marmoreo e l'iscrizione di Nicola Gatto.

## Altare maggiore
La nicchia posta fra paraste con capitelli corinzi e arricchito da corona con fregio a baldacchino ospita la statua in marmo della "Vergine col Bambino" del 1500, opera del carrarese Antonio Vanella che reca l'incisione autografa "hoc opus fecit M. Ant. Vanelli Paomi", affine alle opere del Rinascimento siciliano e alla rinomata bottega di Domenico e Antonello Gagini. Negli affreschi dei riquadri laterali sono raffigurati rispettivamente San Pietro e San Paolo. Al centro la cattedra vescovile, disposto lungo le pareti laterale del presbiterio, il coro ligneo in stile barocco del XVIII secolo.
- Ambone in marmo.
- Lampadario centrale dono dei Borboni.

## Monastero
Monastero del Santissimo Salvatore.

## Ultimi Arcipreti della Basilica Cattedrale
L'arciprete è il decano fra i presbiteri di una Città, responsabile per la corretta esecuzione dei doveri ecclesiastici e per lo stile di vita dei sacerdoti a lui sottoposti.
- Can. Arc. Vito Porrazzo alla guida dell'arcipretura fino al 2002.
- Can. Arc. Vincenzo Smriglio dal 25 luglio 2002 al 1 ottobre 2022.
- Can. Arc. Pierangelo Scaravilli, dal 2 ottobre 2022.

## Archivio «Arca Magna»
Nell'archivio capitolare affidato alla custodia dei canonici denominato "Arca Magna" sono raccolti e custoditi tutti i documenti che testimoniano gli avvenimenti risalenti all'epoca normanna.

## Vescovi della diocesi

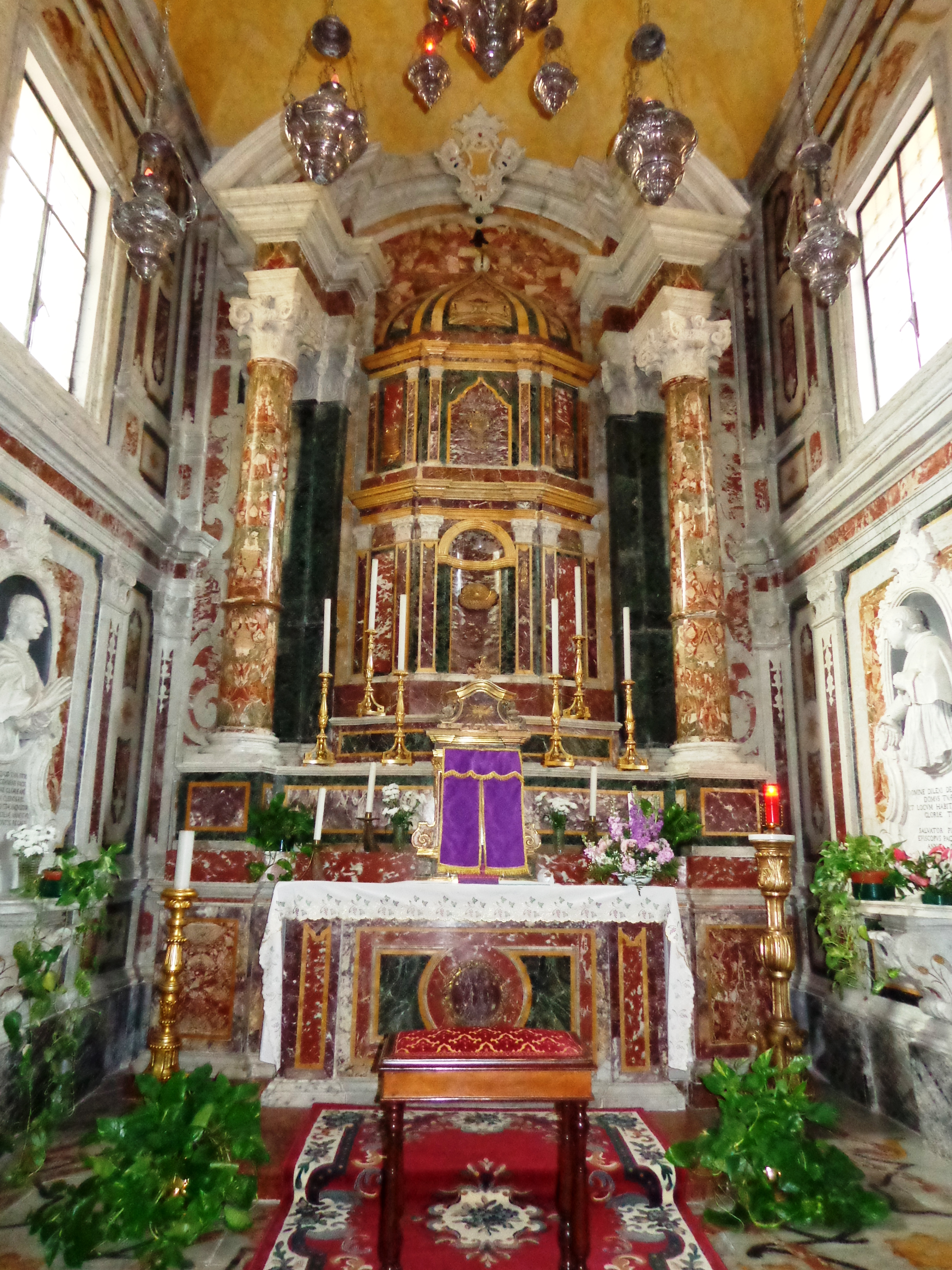
Altare del Santissimo Sacramento.

Nominativi di prelati legati alla basilica cattedrale con targhe, lapidi o per commissioni lavori.
- 1º abate Ambrogio, per nomina del conte Ruggero dal 1094.
- Giovanni, consacrato da Papa Anacleto II nel 1131 la chiesa annessa al monastero assume la funzione di cattedrale.
- Francesco Hermemir, nominato da Papa Bonifacio IX nel 1399 divide le sedi vescovili di Lipari e Patti.

La diocesi di Patti non subisce la soppressione come quelle di Lipari e di Santa Lucia del Mela, accorpate nell'arcidiocesi di Messina.
- Vescovo Monsignor Pietro Galletti, alla guida della Diocesi di Patti dal 1723 al 1729.
- Vescovo Monsignor Giacomo Bonanno, alla guida della Diocesi dal 1734 al 1753.
- Vescovo Monsignor Carlo Mineo, alla guida della diocesi dal 1756 al 7 settembre 1771.
- Vescovo Monsignor Salvatore Pisano, alla guida della diocesi dal 1772 al 14 maggio 1781.
- Vescovo Monsignor Nicolò Gatto, alla guida della diocesi dal 1823 al 31 dicembre 1831.
- Sua Eminenza Monsignor Luigi Natoli. Rettore del Seminario Vescovile di Patti dal 1834 - 1838, Priore del Capitolo della Cattedrale, Vescovo di Caltagirone dal 1858 al 1867, promosso Metropolita di Messina nel 1867.

Vescovi degli ultimi decenni:
- Vescovo Monsignor Carmelo Ferraro, alla guida della diocesi dal 13 maggio 1978 al 3 novembre 1988
- Vescovo Monsignor Ignazio Zambito, alla guida della diocesi dal 22 luglio 1989 al 20 aprile 2017
- Vescovo Monsignor Guglielmo Giombanco, alla guida della diocesi dal 20 aprile 2017

## Galleria d'immagini

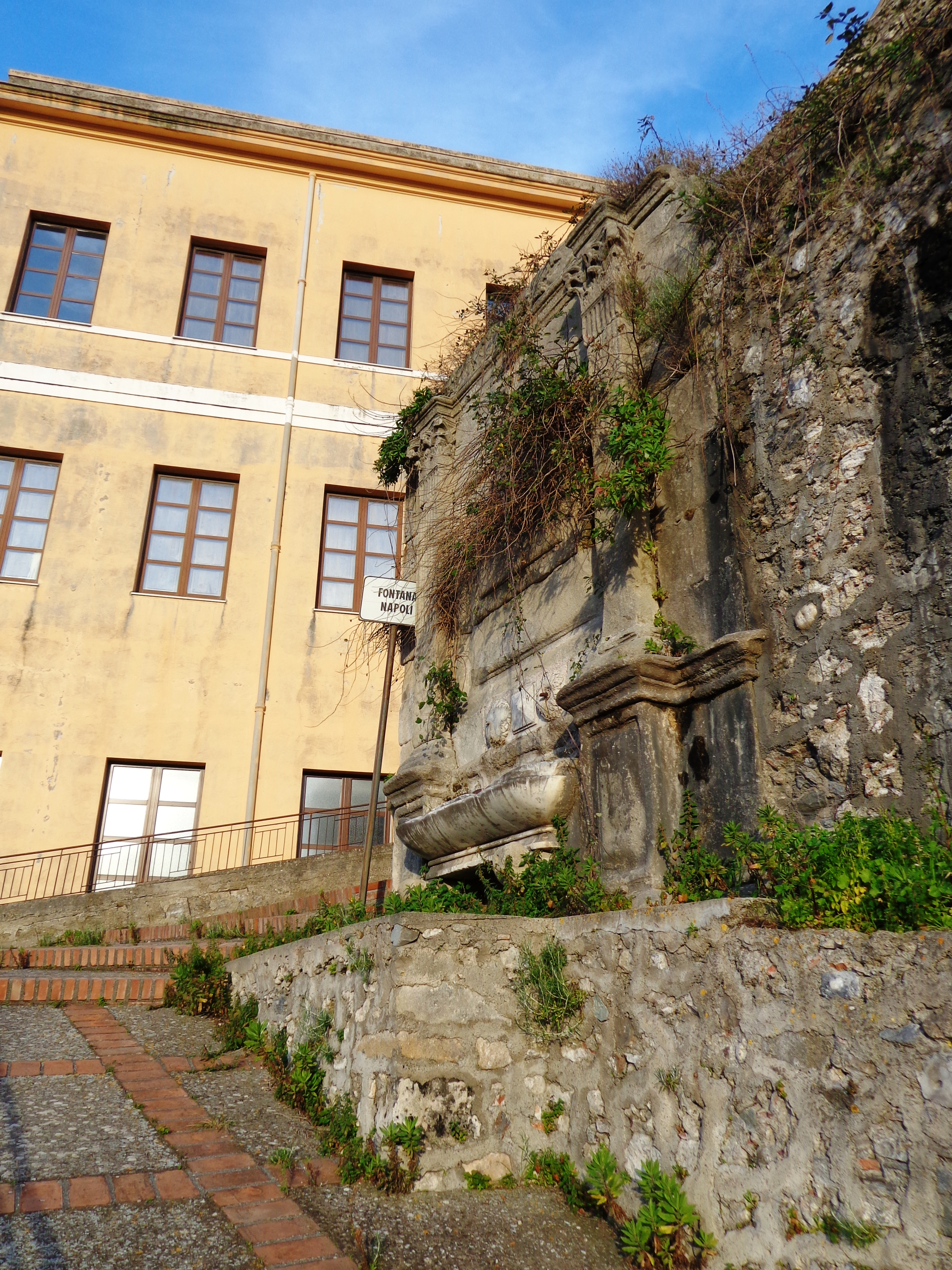
La Fontana Napoli
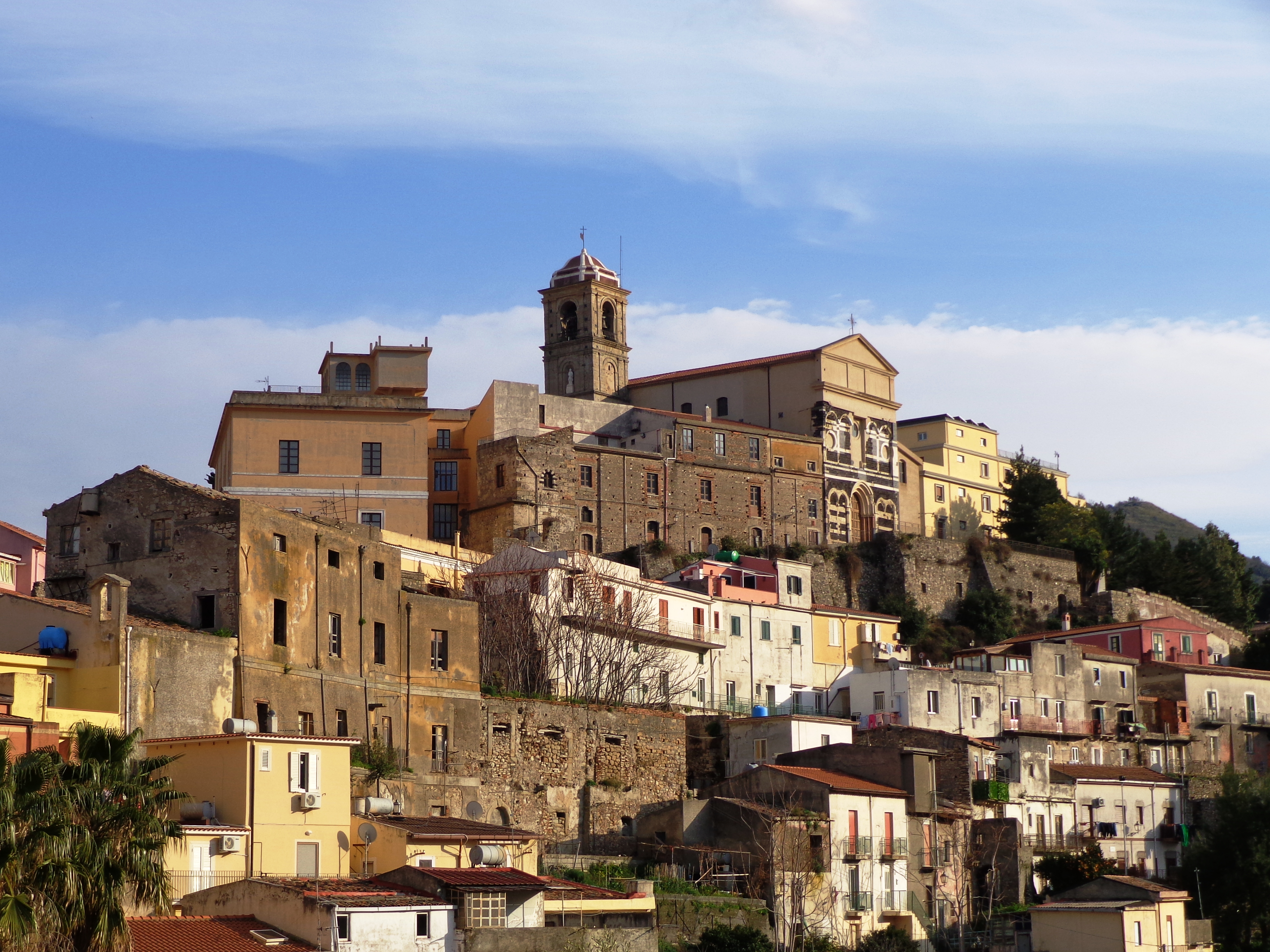
La Cattedrale vista dalle mura
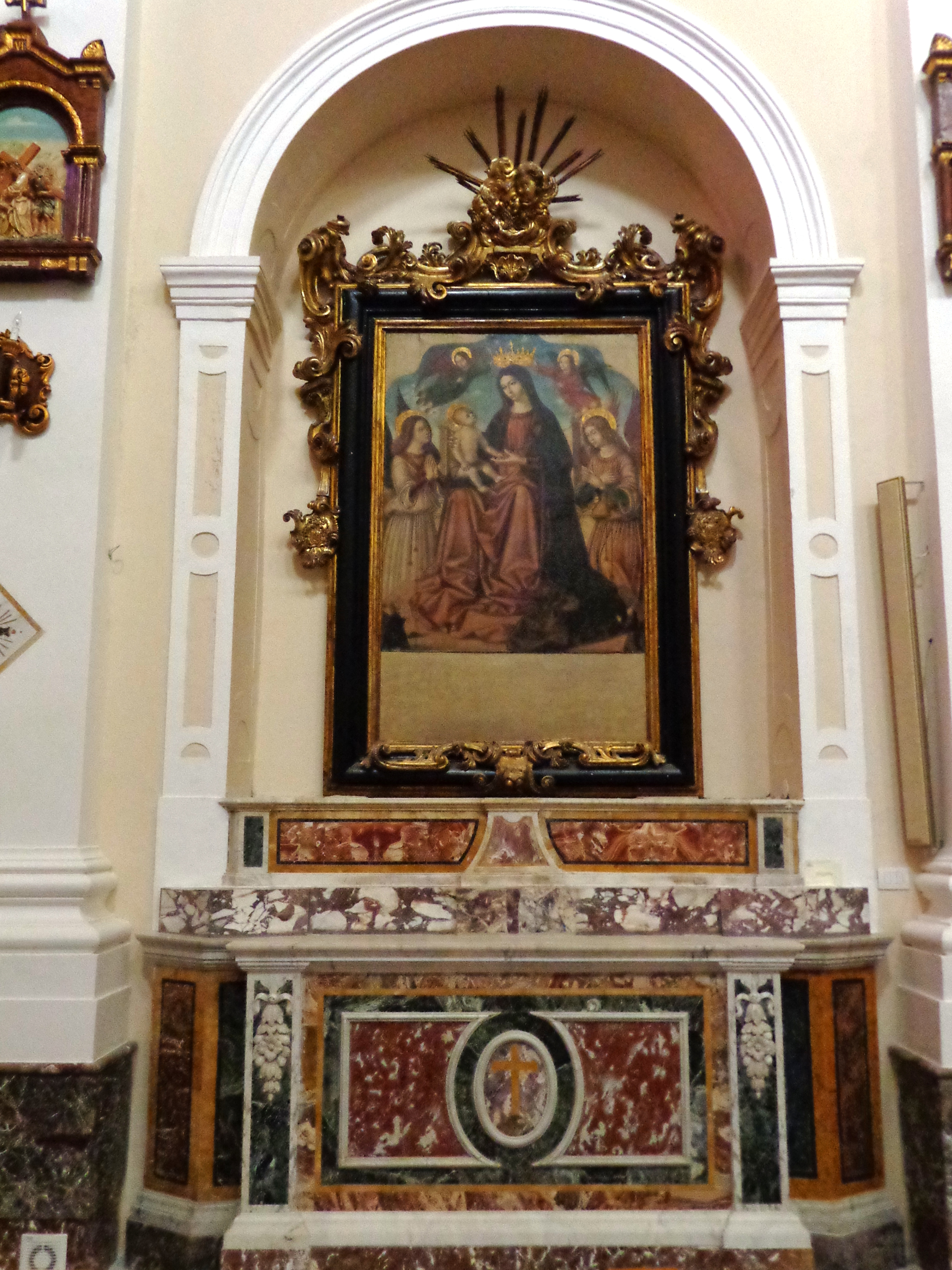
Altare con la Natività da Saliba
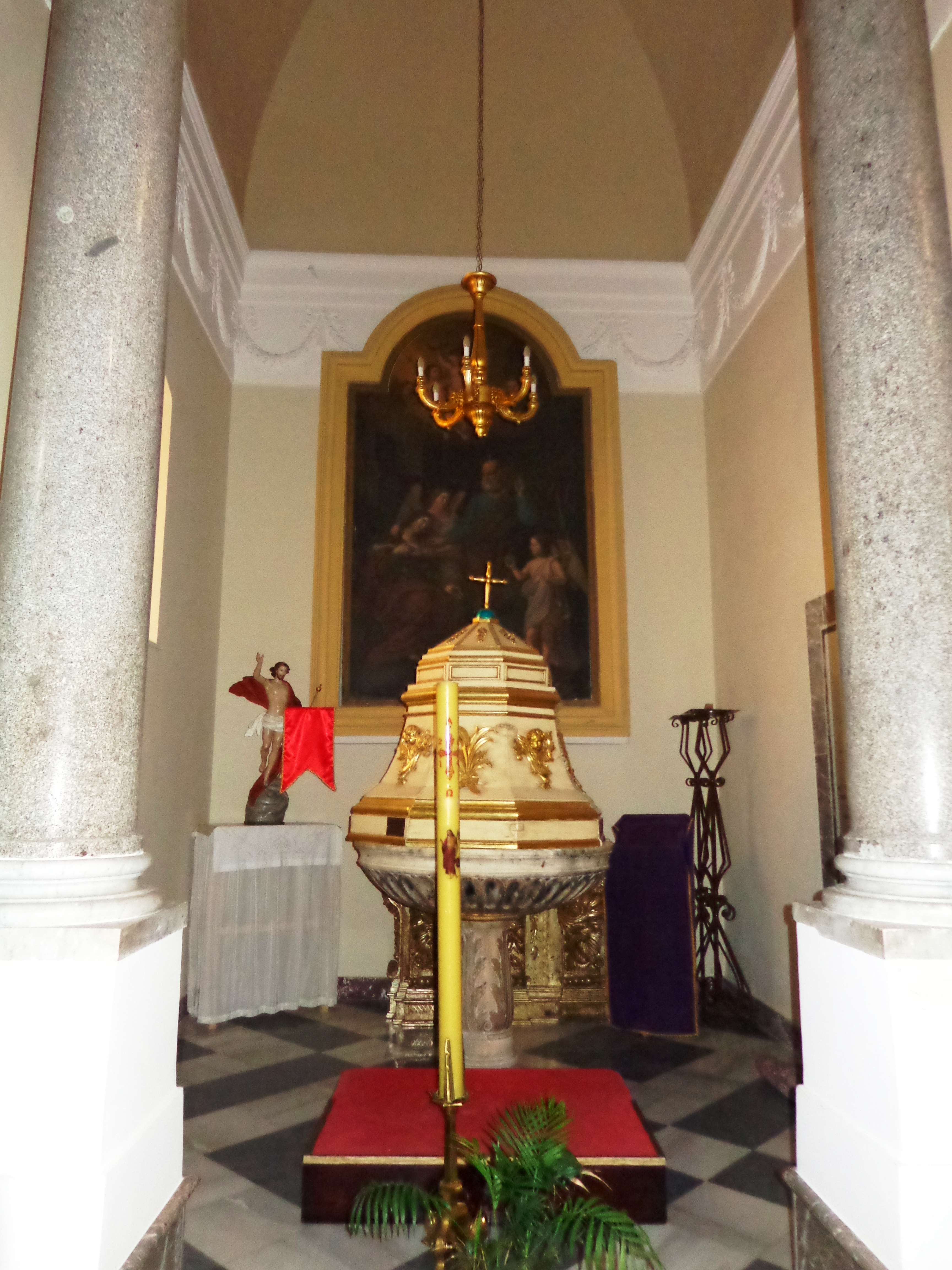
Fonte Battesimale
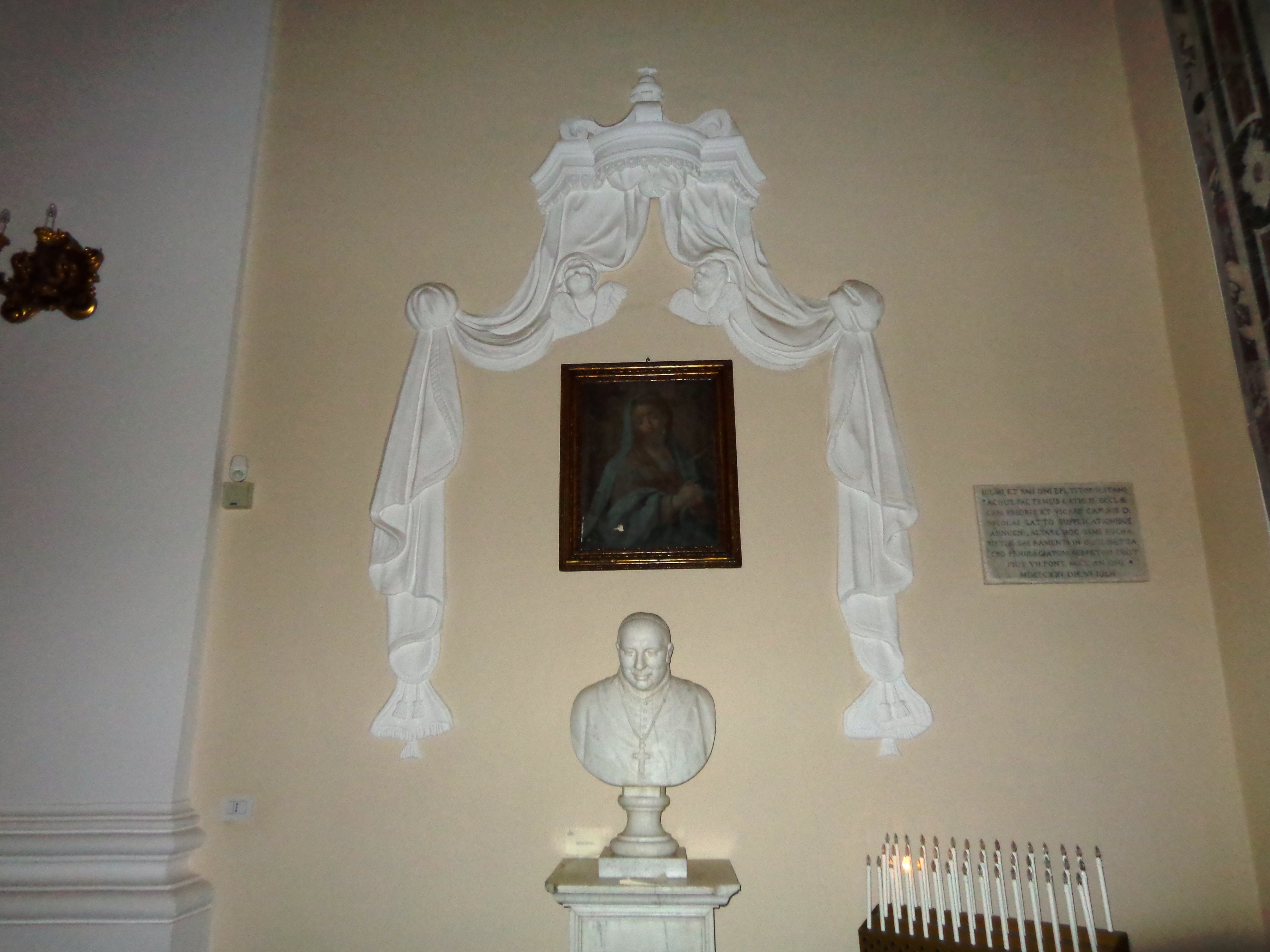
Fregio
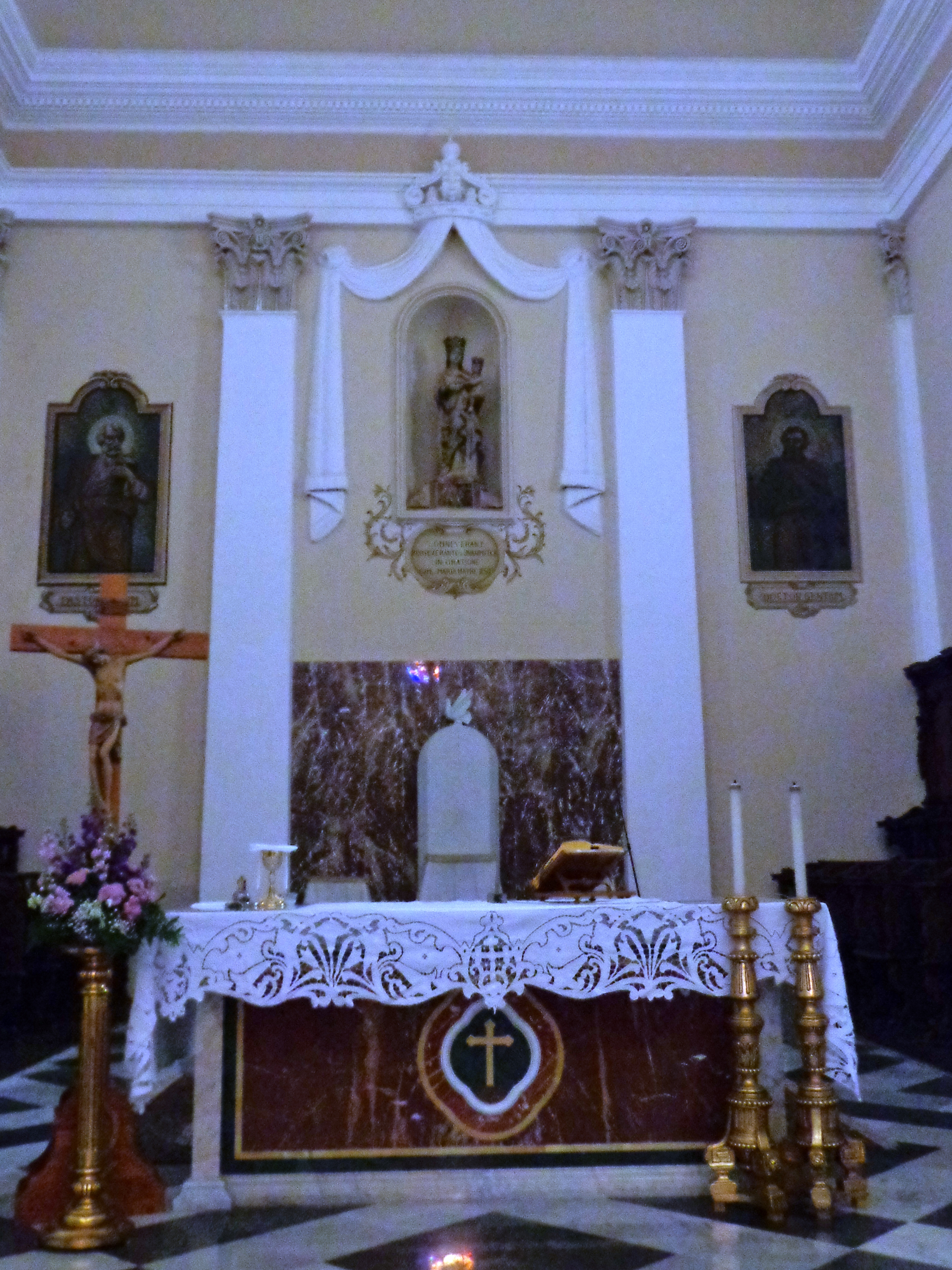
Altare maggiore
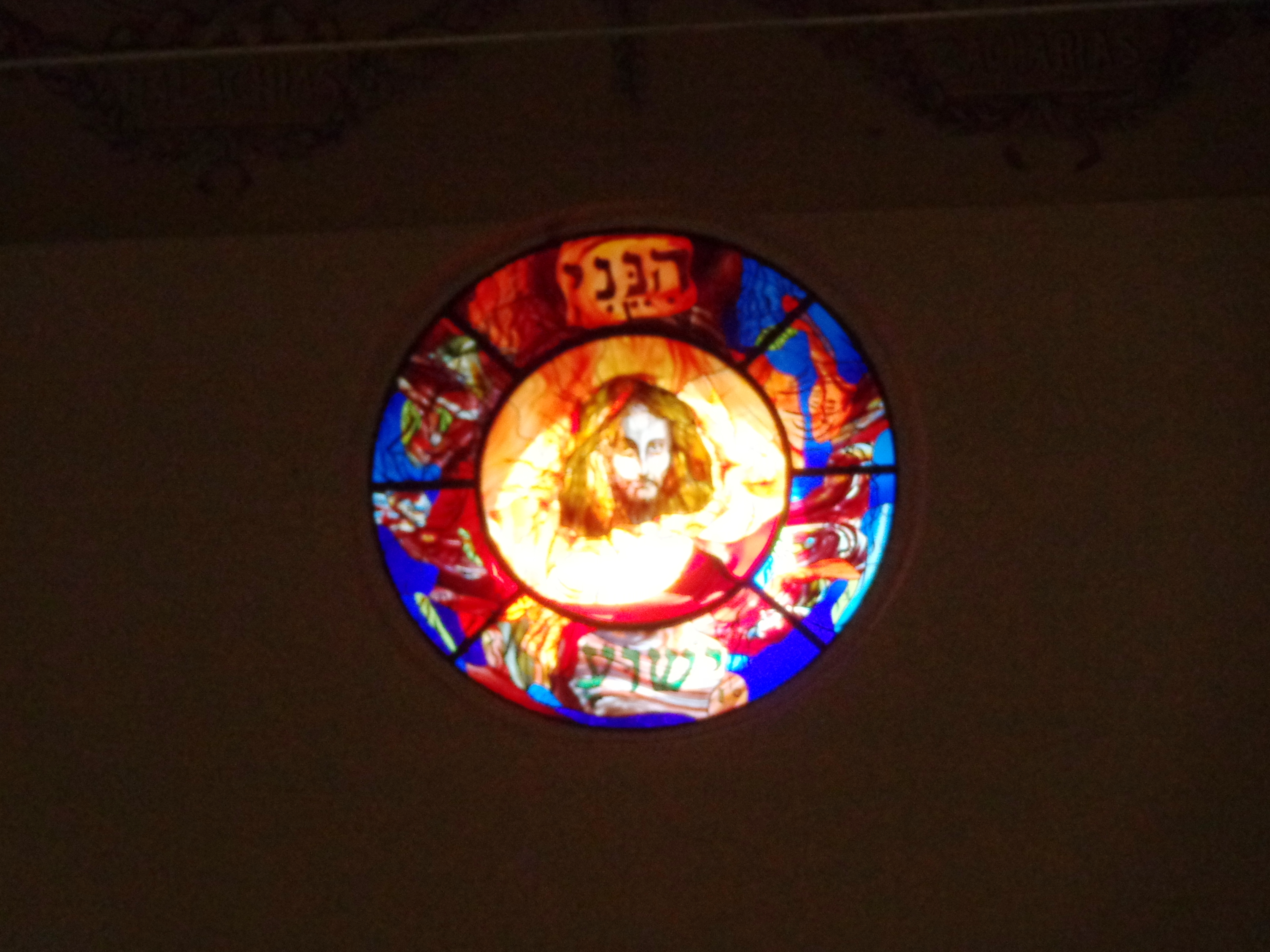
Vetrata oculo
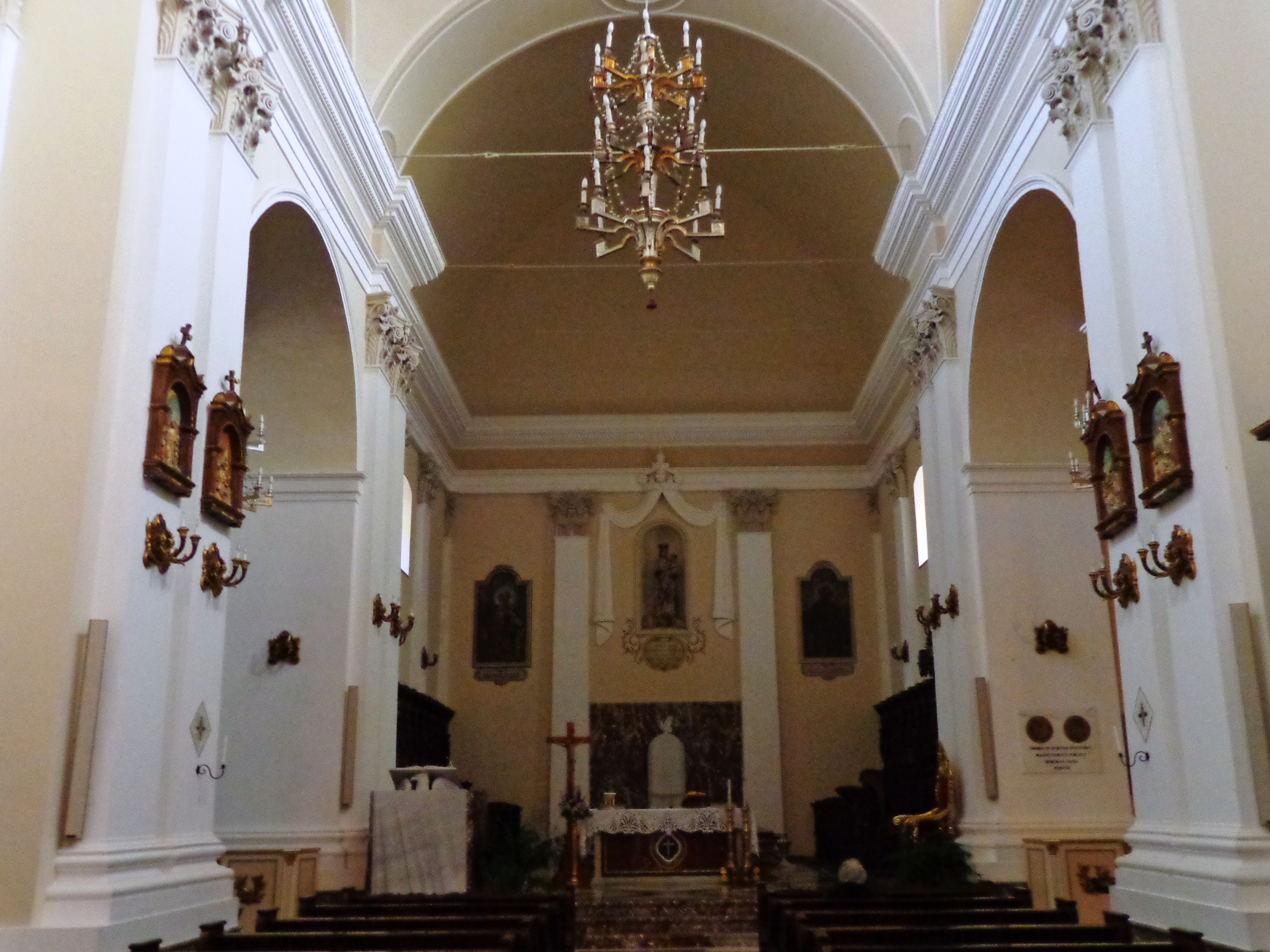
Altare maggiore
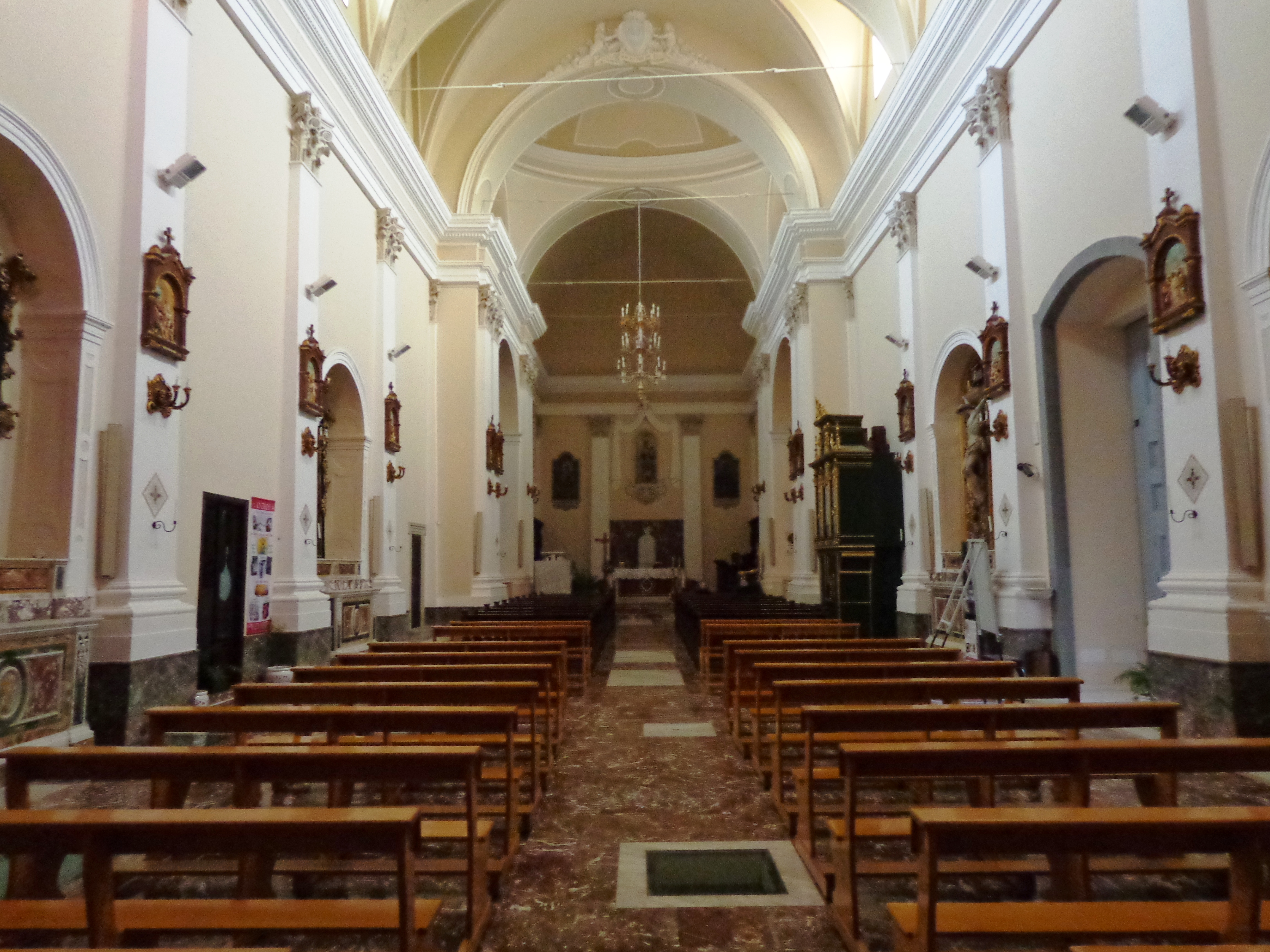
Interno
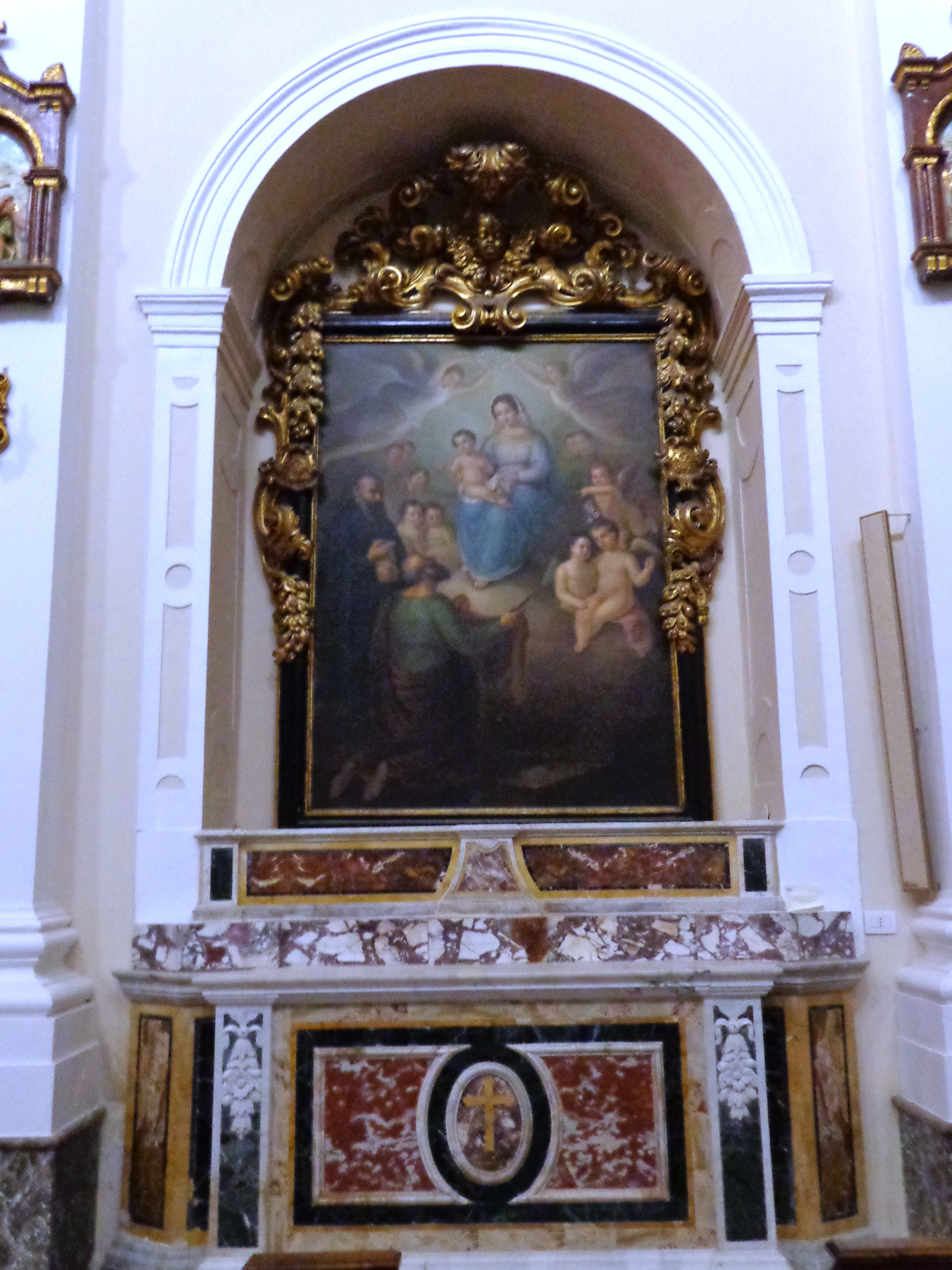
Altare di San Bartolomeo
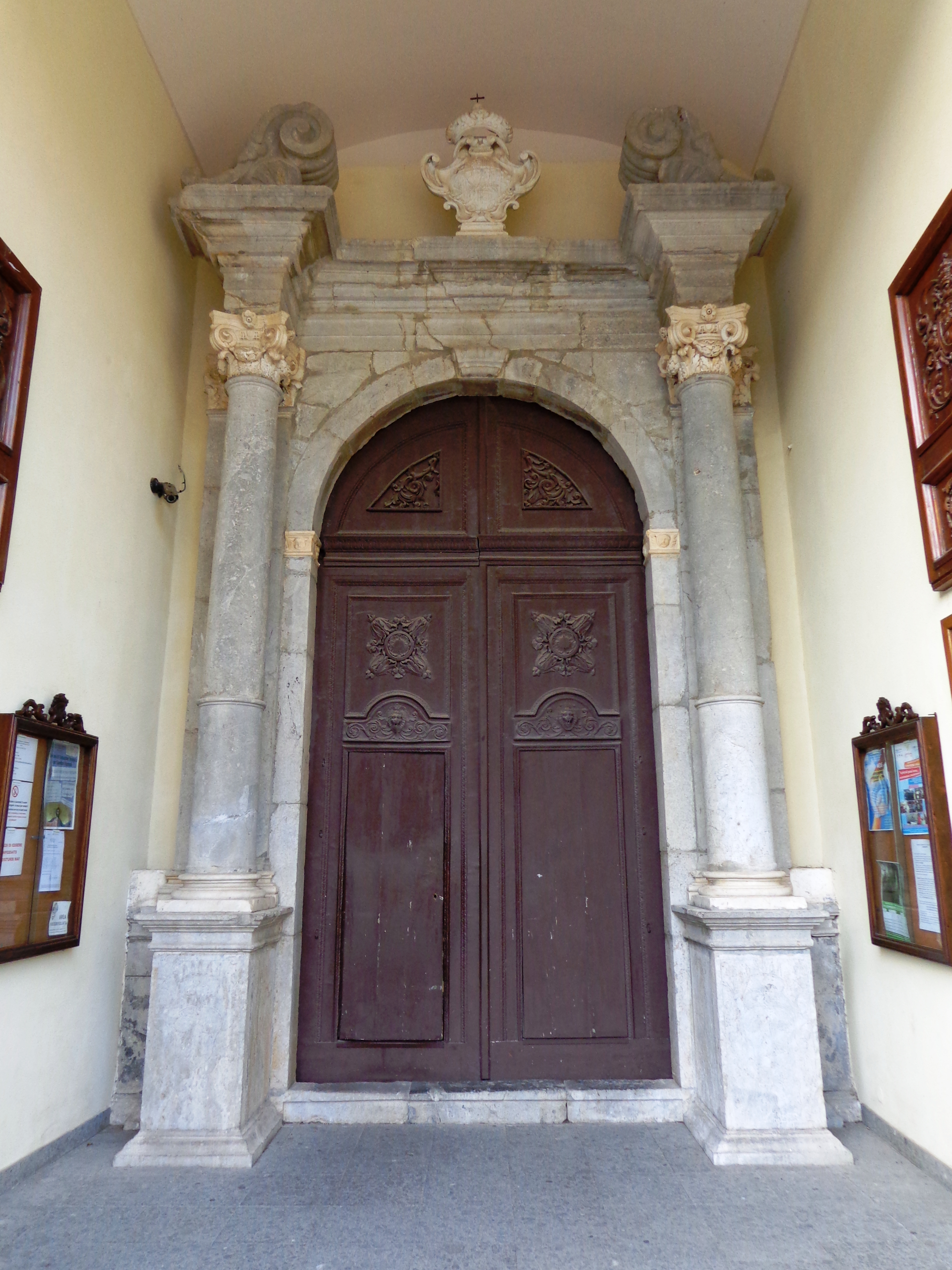
Portale meridionale
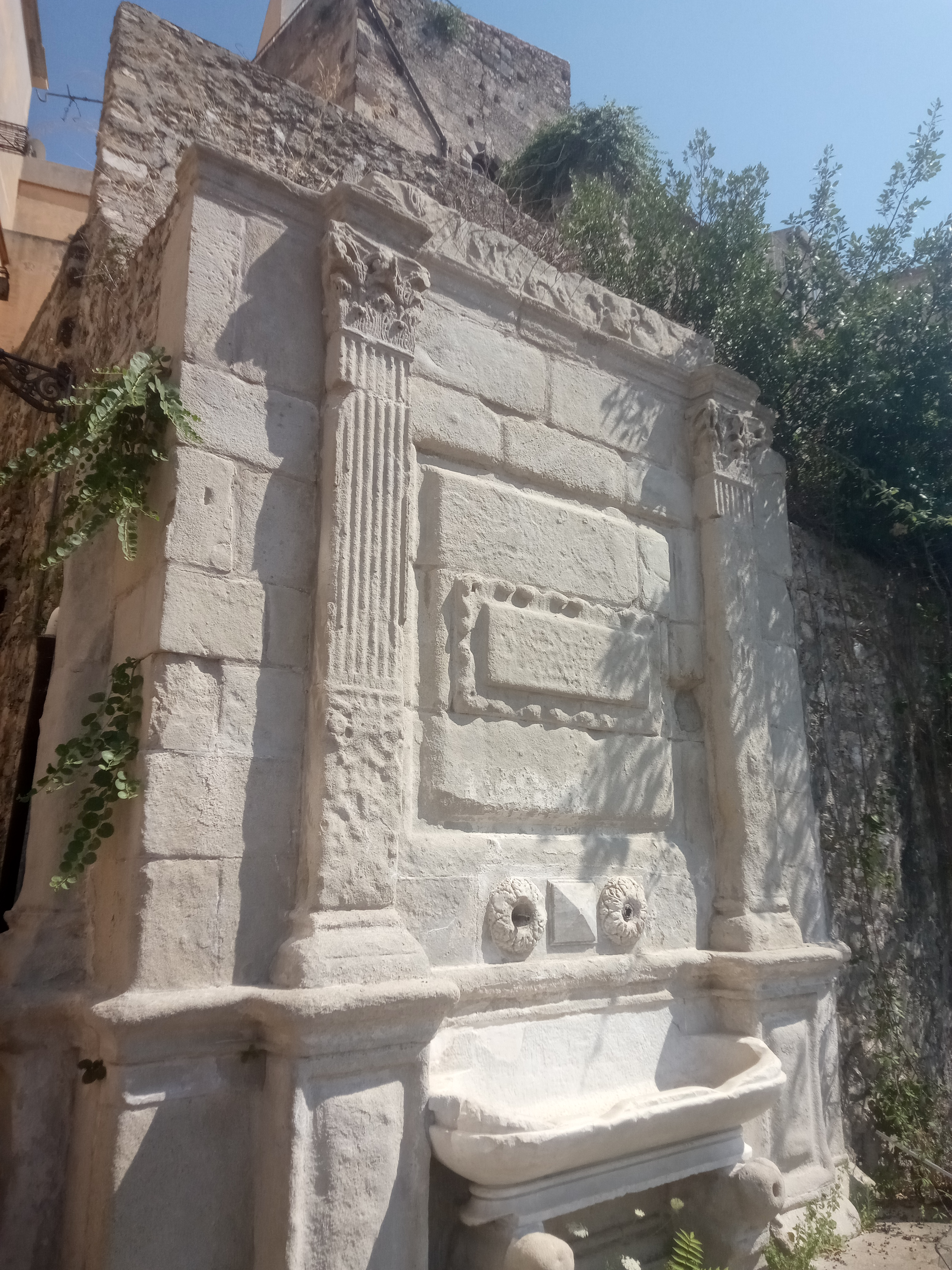
Fontana fatta costruire nel 1647 dal vescovo Vincenzo Napoli, sotto la Cattedrale, nelle ex mura del castello